# 沙维尼 (埃纳省)
沙维尼（法語：Chavigny，法語發音：[ʃaviɲi]）是法国上法兰西大区埃纳省的一个市镇，位于该省中南部，属于苏瓦松区。

## 地理
沙维尼（49°25'30"N, 3°18'17"E）面积5.28 平方千米，位于法国上法蘭西大區埃纳省，该省份为法国北部内陆省份，北起北部省，西接索姆省和瓦兹省，东临阿登省和马恩省，西南至塞纳-马恩省，东北部与比利时接壤。
与沙维尼接壤的市镇（或旧市镇、城区）包括：屈菲、瑞维尼、勒里、帕利、沃雷济。

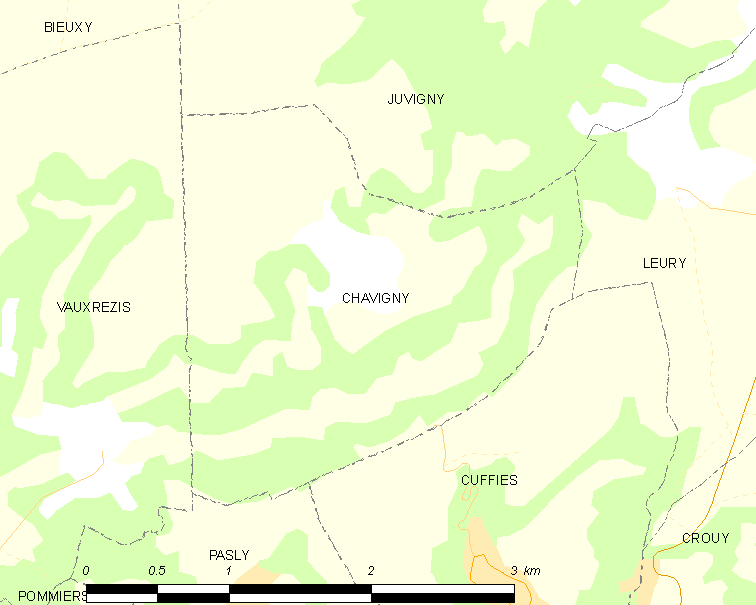
的OSM定位图

沙维尼的时区为UTC+01:00、UTC+02:00（夏令时）。

## 行政
沙维尼的邮政编码为02880，INSEE市镇编码为02175。

## 政治
沙维尼所属的省级选区为苏瓦松第一县。

## 人口

1962-2008年间人口变化图示

沙维尼于2022年1月1日时的人口数量为159人。